# Гилан
Гилан (на персийски: گیلان) е един от 31 остана на Иран. Разположен е в северен Иран, на югозападното крайбрежие на Каспийско море. Включен е в административния Регион 3. Заема площ около 14 000 km², населението е над 2,5 милиона. Административен център е град Ращ.

## История
Територията на Гилан е заселена от древни времена. В свещената книга на зороастрийците, Авеста, тези земи носят названието Варена, древните гръцки историци ги наричат страна на кадусии (Kadoúsioi, Cadusaei).
Предполага се, че регионът на юг от Каспийското крайбрежие и на запад от река Амардос (днес Сефидруд) се заселва от гели (Γηλαι, Gelae) през първите два века пр.н.е. Плиний ги отъждествява с кадусиите, но не се изключва възможността те да са били изместени от друг народ, идващ вероятно от района на Дагестан.
Територията на Гилан в течение на векове е бил в сферата на интереси и влияние на Ахемениди, Селевкиди, Парти и Сасаниди. По време на арабската инвазия в Персия през 7-и век Гилан не е завладян. Източните региони на Гилан са били ефективно защитени благодарение на дейлемитите. Исламизацията на населението се осъществява през периода от края на 9-и век до началото на 10-и век, но поради възхода на местните династии Гилан запазва своя независим статут. По време на управлението на Малик Шах I, третият селджукски султан, исмаилитите, които са били ядрото на шиитската съпротива срещу селджуките, създават в Гилан тайната секта на асасините.
След инвазията на монголците през 13-и век територията на Гилан остава относително независима при Илханидите и се управлява от две местни династии. Нашествията през 13-и век предизвикват огромен приток на бежанци и в слабо населения до този момент регион се настаняват голям брой каджари. Те помагат на Сефевидите да завземат властта в началото на 16-и век, в резултат на което регионът губи своята самостоятелност и се управлява от наместници, назначавани от централната власт.
След упадъка на Сефевидската империя през 18-и век северните райони на Иран стават обект на чуждо влияние и окупация. В този период започват първите опити на Руската империя да доминира в Каспийско море и персийските провинции Гилан и Мазандаран. Борбата с Османската империя за южните каспийски територии завършва с победата на руските войски. През 1723 г. те навлизат в Гилан и провинцията се управлява от руски генерал-губернатор. След смъртта на Петър I, руските сили остават в Гилан до 1734 г. През 1735 г. съгласно договора, сключен в Гянджа с временния правител Надер Хан (по-късно станал шах), персийските провинции, завзети от Петър I, се връщат на Иран, а на Русия се предоставя възможност за свободна търговия. Властта в Иран се поема последователно от няколко династии, но Гилан се управлява от местни вождове, които или са самостоятелни, или осигуряват относителната си независимост чрез плащания на данък към владетелите и назначените от тях наместници.
По време на каджарското управление през 19-и век Иран губи войните с Русия, в резултат на което тя получава съществени търговски предимства и доминиращи морски права. По същото време между Русия и Великобритания започва съперничеството за икономическо надмощие в Иран. През 1907 г. те разделят страната на три части, при което най-северната, включваща Гилан, става руска зона. След Руската революция болшевишките войски контролират почти цялото иранско каспийско крайбрежие, в Гилан за кратко време се провъзгласява Съветска социалистическа република. С договора от 1921 г. регионът се връща на Иран, страната придобива равни права за корабоплаване в Каспийско море.

## География
Остан Гилан граничи на север и североизток с Каспийско море, на изток с остан Мазандаран, на юг с Казвин, на запад с останите Ардабил и Занджан. На северозапад има обща граница с Азербайджан.
Територията на остана е разположена в северозападния край на планинската верига Алборз и заема западната част на Каспийската низина в Иран. По-голямата площ заемат планините, но за характерна особеност на остана се смятат неговите равнини. Заетата от тях територия е широка 35 km и дълга 90 km и се състои от две части: делтата на река Сефидруд на изток и равнината Фуманат на запад
Географското разположение на остана и особеностите на неговия релеф определят неговия необичайно влажен за Иран климат. Преобладаващите въздушни течения от Каспийско море, спирани от Алборз, причиняват обилни валежи както в равнините, така по северозападните склонове на планините. Най-много валежи има през есента, намаляват през зимата и пролетта и са най-малко през лятото. Средните годишни валежи варират между 1200 и 1800 mm по бреговата линия, намаляват в югозападния ъгъл на равнината (1086 mm в шахрестан Фуман и 885 mm в шахрестан Масал), и достигат отново големите количества до 2400 mm в долната част на планините, на височините 1500 – 1800 m. По долината на Сефидруд климатът е средиземноморски полусух.
Средногодишната относителна влажност в Гилан е около 80%. Средногодишната температура е около 15,8°С. Средната стойност на температурата по сезони е 7,5°С зимата, 18,5°С пролетта, 24°С лятото, 13,5°С есента.
Територията на Гилан е богата на растителност. Различават се три горски зони: хиркански смесени гори, планинска букова гора и високопланинска дъбова и габърова гора. Хирканските гори покриват планините до около 1000 m н.в. В планините със средна надморска височина расте високият ориенталски бук (Fagus orientalis), дъб, клен, липа, бряст. В районите с височина 1800 – 2200 m гората е по-бедна и се редува с алпийски ливади. Шахрестан Рудбар притежава своя специфична растителност – тук се намират кипарисови гори и маслинови горички.
Горите и планините са хабитат на различни видове животни: диво прасе, пантера, рис, чакал, елен. По крайбрежието гнездят водоплаващи птици.

## Административно деление
Всеки остан в Иран се дели на шахрестани, които се състоят от бахши, те на свой ред съдържат най-малките административни единици – дехестани. Административният център на шахрестан е град, който носи името на шахрестана. Според данните от 2021 г. остан Гилан е разделен на 17 шахрестана.
| Карта              | Шахрестан | Население |
| ------------------ | --------- | --------- |
|                    |           |           |
| Астара             | 91 257    |           |
| Талеш              | 200 649   |           |
| Резваншахр         | 69 865    |           |
| Масал              | 52 649    |           |
| Совме-е Сара       | 125 074   |           |
| Бандар-е Анзели    | 139 016   |           |
| Фуман              | 92 310    |           |
| Ращ                | 956 971   |           |
| Шафт               | 54 226    |           |
| Хомам              | 54 860    |           |
| Астане-йе Ашрафийе | 108 130   |           |
| Лахиджан           | 167 544   |           |
| Лангаруд           | 140 686   |           |
| Амлаш              | 43 225    |           |
| Рудсар             | 147 399   |           |
| Сиякал             | 46 975    |           |
| Рудбар             | 94 720    |           |

## Население
Съгласно националното преброяване през 2016 г. населението на остана е 2 530 696 души, от тях около 63% живеят в градовете. Над 87% от населението е грамотно (възрастова група над 6 г.).
Основното население са гиляки и талиши. Малцинствените групи са тюрки, персийци и кюрди. Говори се на различни диалекти на северозападната група ирански езици. Религиозното мнозинство са мюсюлмани-шиити. Значителна част от талишите са мюсюлмани-сунити.

## Икономика
Икономиката на остана е свързана преди всичко с производство и преработка на селскостопанската продукция. По отношение на вида обработваема земя и земеделски продукти се различават два района – равнинен и планински. Благоприятният влажен климат, разгърнатата система от водоизточници и плодородната почва в равнините правят възможно производството на ориз, чай, тютюн, фъстъци, бобови култури и цитрусови плодове. В планинските райони се отглеждат пшеница, ечемик, люцерна, маслини и лешници.
Един от важните отрасли е риболовството, развито при участие на руснаците през 19 век. Лови се предимно есетра, сьомга, бяла риба, като една съществена част от улова се обработва и се изнася. Важен дял в експортната листа на морската продукция заема черният хайвер.
В Гилан има предприятия на текстилната, химическата и електронната промишленост. В мините на остана се добиват въглища, нефт, газ, варовик, гранит, слюда и др. В страната Гилан е известен с изделията на местните традиционни занаяти.
Ращ освен административен е и търговски център на остана. Градът е свързан с автомобилна магистрала с Техеран, Казвин и крайбрежните пристанища, има и летище. Друг важен икономически център на остана е каспийското пристанище Бандар-е Анзали.

## Образование
Остан Гилан разполага с 46 научни и образователни организации. В шахрестаните се намират филиалите на Свободен ислямски университет, на Университет Паям-е Нур, техническите факултети на Техеранския Университет. Гиланският университет и Медицинският университет на Гилан са в столицата на остана, Ращ.

## Забележителности
Гилан привлича туристите преди всичко със своята природа. В региона се намират многобройни зрелищни водопади, живописни езера, кипарисовата гора, крайбрежният лиман, зараснал с каспийски лотос (Nelumbo caspicum). Най-популярните исторически и културни забележителности са:
- Масуле – уникално планинско село от 10 век с улици, изградени върху покриви на къщите.
- Замъкът Рудхан – средновековна крепост, построена за защита от арабските нашественици.